# Orangequat
Parent A de l'hybridation 
  Citrus japonica 
×

Parent B de l'hybridation 
  Citrus nobilis ou reticulata 
L'orangequat est un hybride entre l'orange et le kumquat (Citrofortunella), « bien que beaucoup de ceux ainsi nommés sont en réalité des C. reticulata × C. japonica » écrit D. J. Mabberley, autrement dit des hybrides de mandarine, y compris les satsuma japonaises et de kumquat. 
Le terme « Mandarinquat » souvent plus approprié est plus récent (1996). 
On les distingue des calamondins (Citrus ×microcarpa) qui sont aussi des hybrides entre le kumquat et la mandarine (C. japonica × C. reticulata Blanco var. austera Swingle). 

## Histoire
En 1920, George Peltier dans son étude sur la sensibilité des agrumes au chancre citrique décrit parmi les obtentions de Walter T. Swingle : « Orangequat (Citrus sinensis, mandarine Hartley, x Fortunella margarita, kumquat ovale). Greffé sur P. trifoliata. Il peut s'avérer sensible ». La mandarine Hartley en question est vraisemblablement décrite par Paul Hamilton (1937) sous le nom d'orange satsuma (C. nobilis var. unshiu) qui donne l'orangequat par croisement avec le kumquat Meiwa. Les satsuma sont depuis classées non plus dans les oranges mais dans les mandarines.
D. J. Mabberley (2004) donne une définition différente, les hybrides C. reticulata (mandarine) x kumquat sont chez lui les calamondins (C. microcarpa), les hybrides de bigarade (C. ×aurantium) et de kumquat sont des orangequat et les hybrides de Citrange des citrangequat, il écrit « les orangequats sont les croisements entre oranges et kumquats ». On ne connait aucune description d'hybride direct d'orange douce ou amère et le kumquat. 
Orangequat et mandarinquat sont employés dans la plupart des langues, l'espagnol utilise naranjaquat.

## Les cultivars
Quatre cultivars sont cités.
- Nippon (Robinson et Savage (1931 et 1934) est un hybride entre le kumquat Meiwa (F. crassifolia) fécondateur et la mandarine Satsuma[6] est triploïde. Il donne un petit fruit sub-ovale acide (de 3,8 à 5 cm de diamètre et 5 à 6,5 cm de longueur[7]), agréable au goût, pulpe d'un bel oranger[8] avec peu de pépins, un peu plus gros que le kumquat[9].
- Indio, joli fruit ovale avec un petit cou. Peau fine, orange vif, agréable au goût, quelques pépins[10]. Il est donné pour un hybride de la mandarine Dancy et du kumquat ovale Nagami[11]. L'aspect est proche d'une mini mandarine komikan[12], il est toujours nommé mandarinequat et recommandé en fruit confit[11].
- Kuclé, Kumquatine, Kugli (chez INRA-CIRAD), Kumdarin[13]. Semis heureux supposé Kumquat margarita x clémentine, le fruit est ovale et diversement utilisé en cuisine[14].
- Centennial panaché est supposé un hybride de mandarine et de kumquat ovale Nagami, il a été publié par USDA Agricultural Research Service en 1993[15], spécialement décoratif[16].

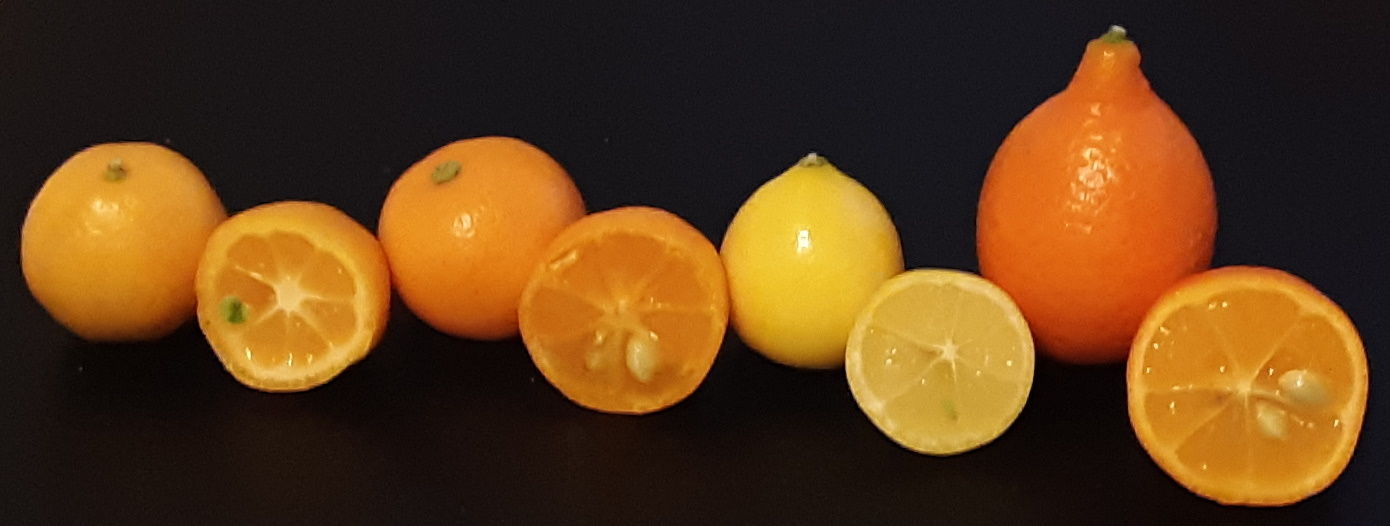
Kumquats et hybrides : à droite avec un cou Indio.

## Utilisation

### Plante décorative

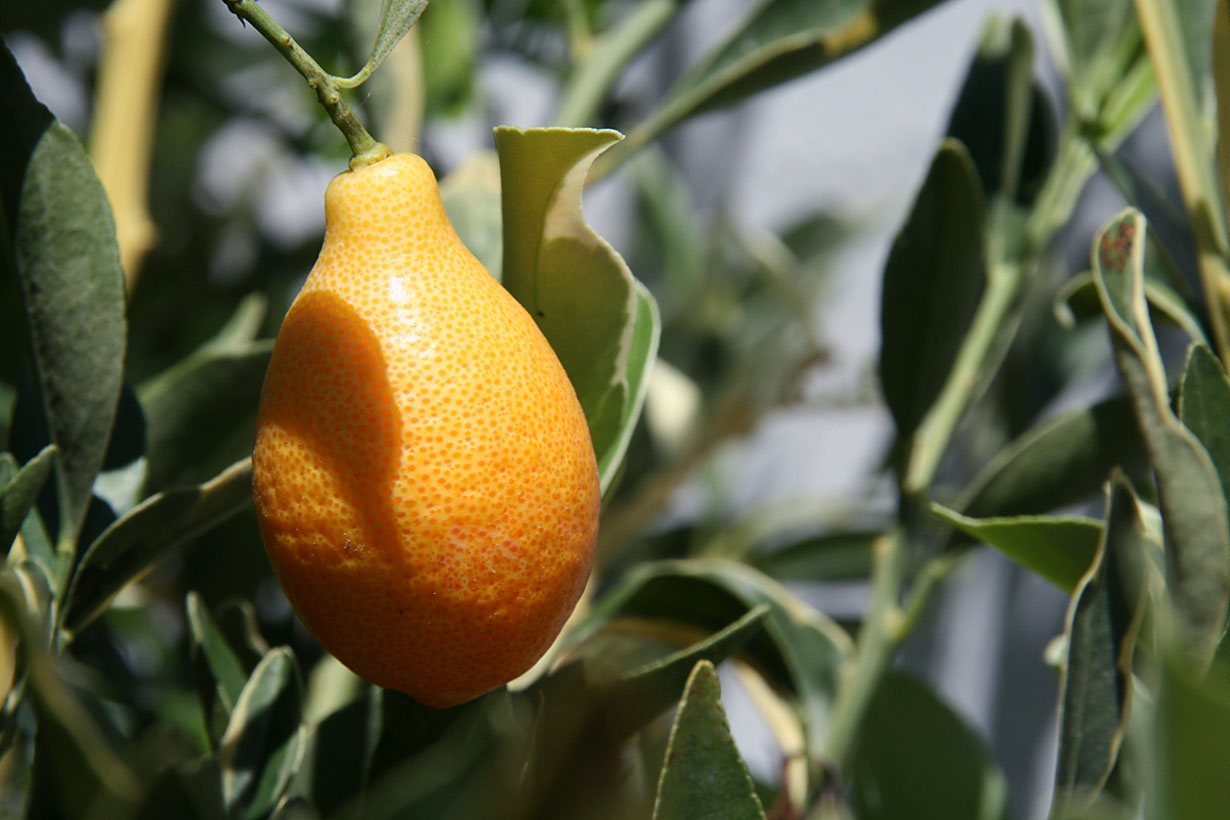
Centennial variegata.

Comme les kumquats, ces hybrides sont des petits buissons décoratifs, couverts de fruits colorés, comestibles et originaux. La rusticité indiquée aux USA pour Nippon est USDA Zone 8a (−12 °C = 10 °F) à 11 (4,5 °C = 40 °F).

### Composition
Les flavonoïdes sont moins abondants chez les kumquats et les orangequats que dans les autres Citrus, ils sont aussi différents: avec en premier lieu la narirutine qui a été démontrée être un glucoside de dihydrochalcone et ensuite le 3′,5′-di- C -β-glucopyranosylphlorétine, le 2′- O -α- l -rhamnopyranosylcytisoside et le 2′- O -α- l -rhamnopyranosylisocytisoside. Les travaux menés sur mandarinquat 'Indio' ont montré que le péricarpe contient non seulement des composés identiques à ceux des parents mais aussi des composés singuliers. 